# Tatler
Tatler (conosciuto informalmente anche come The Tatler) fu una rivista britannica pubblicata dal 1709 al 1711.

## Storia editoriale
Venne fondato da Richard Steele nell'aprile 1709 ed era originariamente un trisettimanale inglese che venne pubblicato fino a gennaio 1711; mirava, a detta dello stesso Steele, alla collaborazione di personalità politiche del tempo, intenzionate a mettere da parte i propri affari per esaminare la transazione dello stato, ovvero i repentini cambiamenti della struttura sociopolitica dello stesso).
Successivamente diversi quotidiani e magazine ne ripresero il nome, ciascuno dei quali rivendicandone l'eredità. L'ultimo esempio risale al 1901 e fu una rivista di cronaca rosa, di vip e di moda pubblicata dalla Condé Nast Publications.